# Václav Svoboda
Václav Svoboda (Plzeň, 6 luglio 1920 – 24 ottobre 1977) è stato un calciatore cecoslovacco, di ruolo centrocampista.

## Carriera

### Nazionale
Il 10 ottobre 1948 esordisce nella Nazionale cecoslovacca contro la Svizzera (1-1).